# Herbert Spencer Gasser
Herbert Spencer Gasser, ameriški fiziolog, nobelovec, * 5. julij 1888, Platteville, Wisconsin, Združene države Amerike, † 11. maj 1963.
Za fiziologijo ga je navdušil Joseph Erlanger, njegov profesor in mentor na Univerzi Wisconsina. Študij medicine je zaključil leta 1911 na Univerzi Johnsa Hopkinsa. Ko je Erlanger dobil mesto predavatelja fiziologije na Univerzi Washingtona, je Gasser odšel za njim in postal predavatelj farmakologije. To delo je opravljal naslednjih deset let, nato pa postal sprva profesor fiziologije na Univerzi Cornell in kasneje direktor Rockefellerjevega inštituta (danes Rockefellerjeva univerza). Aktiven raziskovalec je ostal tudi po upokojitvi leta 1944.

## Delo
Gasser je v sodelovanju z Erlangerjem na Univerzi Washingtona v St. Louisu razvil metodo za registracijo sprememb električnih tokov v nevronih. Obstoječe, mehanične metode, so bile za hitre dogodke kot so akcijski potenciali prepočasne, zato je Gasser predlagal uporabo segrete katodne cevi v kombinaciji z močnim ojačevalnikom. Njuni zgodnji posnetki električne aktivnosti nevronov so predstavljali prvo uporabo naprave, ki je kasneje postala znana kot osciloskop.
Z meritvami sta dokazala zvezo med premerom živčne celice in hitrostjo prevajanja električnih impulzov vzdolž aksonov, kar je pojasnilo zapletene vzorce električne aktivnosti v živcih, ki jih sestavljajo aksoni z različnimi značilnostmi. V nadaljnjih letih sta se ukvarjala tudi z vzdražnostjo in hitrostjo prevajanja po aksonih različnih tipov živčnih celic.

## Priznanja
Za svoja odkritja je prejel več priznanj, med drugim je bil izvoljen za člana ameriške Nacionalne akademije znanosti, Kraljeve švedske akademije znanosti in Kraljeve družbe iz Londona.
Leta 1944 sta z Erlangerjem prejela Nobelova nagrada za fiziologijo ali medicino »za njuna odkritja na področju močno diferenciranih funkcij posameznih nevronov«.